# King & Queen
King & Queen is een album uit 1967 van de Amerikaanse Soulartiesten Otis Redding en Carla Thomas. Het is Thomas' vierde album en Redding's zesde en laatste studioalbum voor zijn dood op 10 december 1967.
Het album ontstond in navolging van het succes dat  Marvin Gaye had met diens duetten en bestaat uit tien covers van soul klassiekers en één door Redding geschreven nummer.

## Tracks
1. "Knock on Wood" - 2:48 - (Steve Cropper, Eddie Floyd)
2. "Let Me Be Good to You" - 2:48 - (Isaac Hayes, David Porter, Carl Wells)
3. "Tramp" - 3:00 - (Lowell Fulson, Jimmy McCracklin)
4. "Tell It Like It Is" - 3:13 - (George Davis, Lee Diamond)
5. "When Something Is Wrong with My Baby" - 3:14 - (Isaac Hayes, David Porter)
6. "Lovey Dovey" - 2:33 - (Ahmet Ertegün, Eddie "Memphis" Curtis)
7. "New Year's Resolution" - 3:14 - ( Randle Catron, Willie Dean "Deanie" Parker, Mary Frierson)
8. "It Takes Two" - 3:03 - (Sylvia Moy, William "Mickey" Stevenson)
9. "Are You Lonely for Me, Baby?" - 3:14 - (Bert Berns)
10. "Bring It On Home to Me" - 2:30 - (Sam Cooke)
11. "Ooh Carla, Ooh Otis" - 2:35 - (Alvertis Isbell, Otis Redding)